# Lucchini Engineering
Pour les articles homonymes, voir Lucchini.
Lucchini Engineering ou plus simplement Lucchini est une marque de voiture de sport italienne fondée en 1980 par Giorgio Lucchini et basée à Porto Mantovano. Elle s'est fait connaître en endurance et en course de côte.

## Histoire

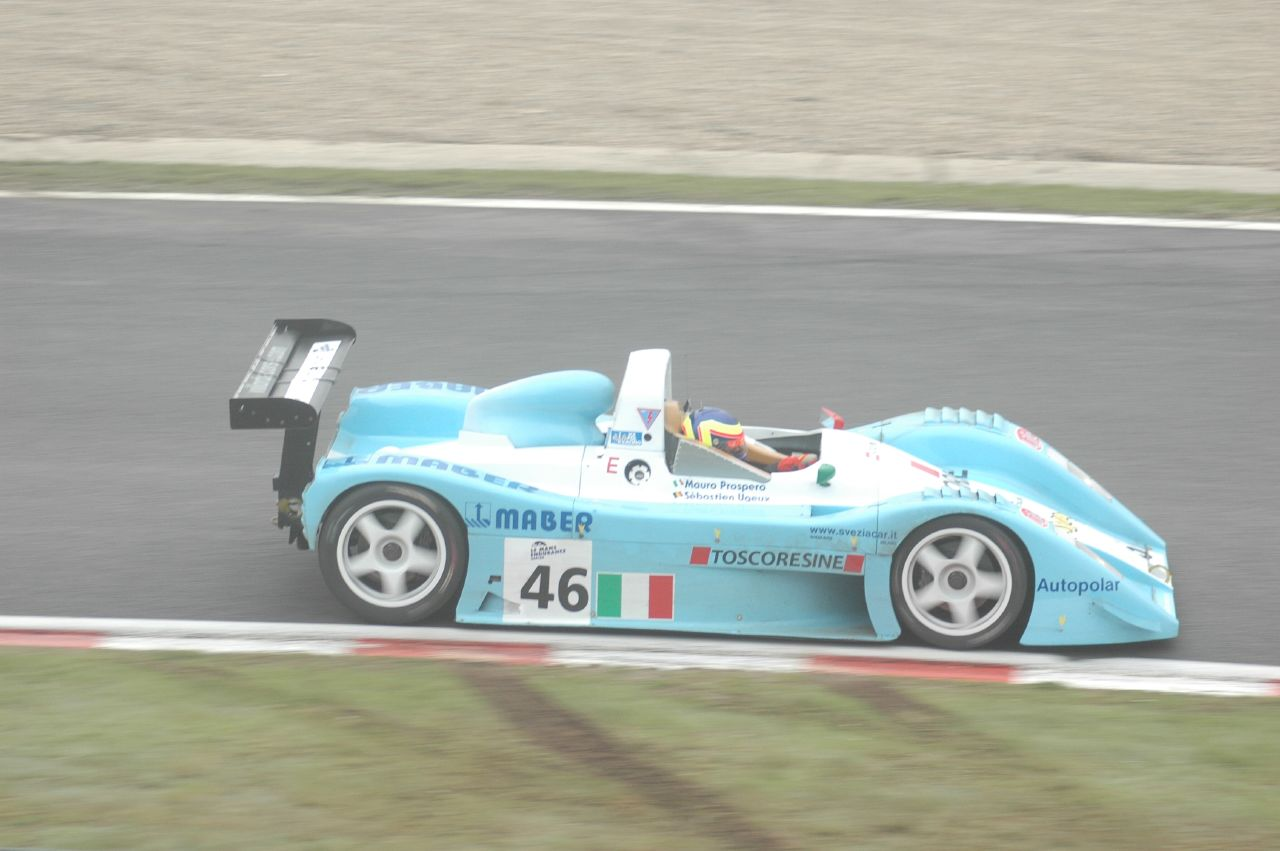
La Lucchini SR2-Alfa Romeo aux 1 000 kilomètres de Spa en 2005
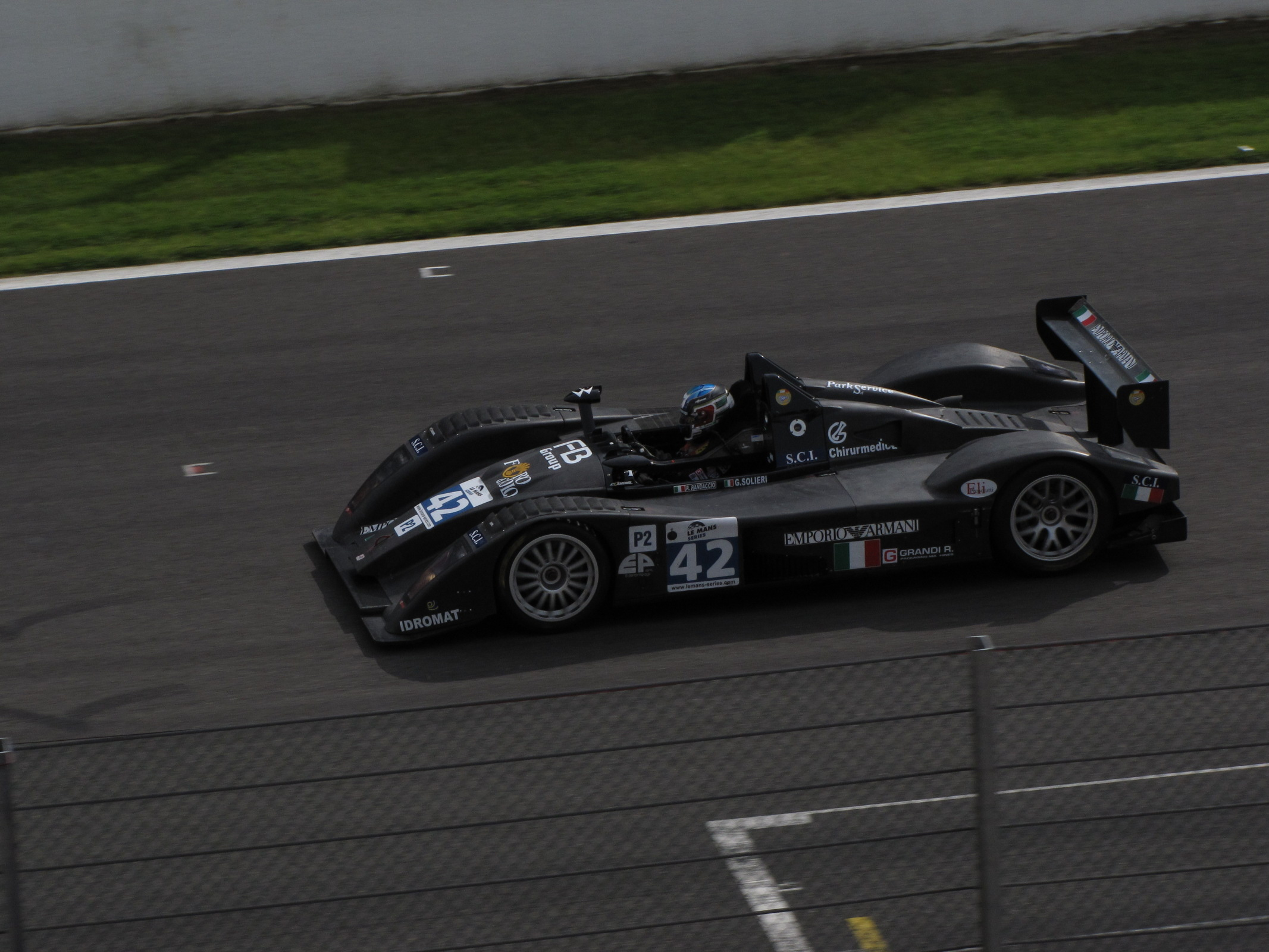
La Lucchini LMP2 aux 1 000 kilomètres de Spa en 2009

## Palmarès[1]
- 24 Heures du Mans :
  - Une participation en 1993 lors du lancement de la catégorie LMP2

- Championnat d'Europe de la montagne :
  - Vainqueur de la catégorie II en 1995 avec Fabio Danti

- 6 Heures de Vallelunga :
  - Vainqueur en 2001 avec Ernesto et Massimo Saccomanno
  - Vainqueur en 2003 avec Filippo Vita et Luigi de Luca

- FIA Sportscar :
  - Vainqueur des classements constructeur, équipe et pilotes dans la catégorie SR2 en 2002 et 2003 avec Mirko Savoldi et Piergiuseppe Peroni